# Umayyaden-Kalifat

Das Reich der Umayyaden in seiner größten Ausdehnung (ca. 750)

Das Umayyaden-Kalifat war ein Herrschaftsgebilde der Dynastie der Umayyaden oder Omajjaden (arabisch بنو أمية banū Umayya oder الأمويون, DMG al-Umawiyyūn) – auch Omayyaden, Omaijaden, Omajaden, Omejjaden und Umajjaden. Diese waren ein Familienclan des arabischen Stammes der Quraisch aus Mekka, des Stammes, dem auch der Religionsgründer Mohammed entstammte. Angehörige der Familie herrschten von circa 661 bis 750 n. Chr. als Kalifen von Damaskus aus über das damals noch junge islamische Imperium (siehe auch Liste der Kalifen) und begründeten damit die erste dynastische Herrscherfolge der islamischen Geschichte (siehe Zeittafel islamischer Dynastien). Zuvor herrschte aus der Familie der Umayyaden der dritte Kalif Uthman ibn Affan. Bei den Umayyaden von Damaskus wird zwischen zwei Linien unterschieden, den Sufyāniden, die sich auf Abū Sufyān ibn Harb zurückführen, und den ab 685 herrschenden Marwāniden, den Nachkommen von Marwān ibn al-Hakam.
Die Ermordung des dritten Kalifen Uthman führte zum ersten Bürgerkrieg der Muslime, in welchem verschiedene Gruppierungen gegen den vierten Kalifen Ali ibn Abi Talib kämpften. Als Sieger ging aus den Auseinandersetzungen der Kalif Muawiya hervor. Dieser stabilisierte das Reich und regierte es für 20 Jahre. Unter seiner Herrschaft kam es zu kriegerischen Auseinandersetzungen mit dem Oströmischen Reich. Muawiya designierte seinen Sohn als Nachfolger, es brach jedoch der zweite Bürgerkrieg aus, aus dem die umayyadische Linie der Marwaniden siegreich hervorging. Der Kalif Abd al-Malik führte eine Verwaltungsreform durch. Unter seinen Nachfolgern wurden die Grenzen des Reiches im Osten bis zum Indus und im Westen bis zur Iberischen Halbinsel vorgeschoben. Unzufriedenheit mit der Herrschaft der Umayyaden führte schließlich zu ihrem Sturz durch die abbasidische Bewegung. Nach ihrer Vertreibung aus dem Maschrek gründeten sie im Jahr 756 in al-Andalus das Emirat von Córdoba, wo sie bis 1031 herrschten, ab 929 auch wieder mit dem Titel eines Kalifen.
Das Umayyadenreich war ein Herrschaftssystem mit vielen verschiedenen Ethnien und Religionen. Die überwiegende Zahl der Einwohner waren Christen, Zoroastrier und Juden. Islamisierungstendenzen setzten ab der Jahrhundertwende zum 8. Jahrhundert ein. Die Umayyaden vertrauten ihre Herrschaft in den Provinzen mächtigen Statthaltern an. Auf den unteren Ebenen der Verwaltung wurde teils das römische Verwaltungssystem übernommen. Berühmt ist die Bautätigkeit der Umayyaden. So wurden die Umayyadenmoschee in Damaskus und der Felsendom in Jerusalem errichtet. Herrschte nach dem Sturz der Umayyaden zunächst bedingt durch die abbasidische Geschichtsschreibung eine negative Sicht auf die Umayyaden vor, wurde dies zu Beginn der Moderne von einigen arabischen Autoren hinterfragt.

## Politische Geschichte

### Herrschaft der Sufyāniden (660–683)

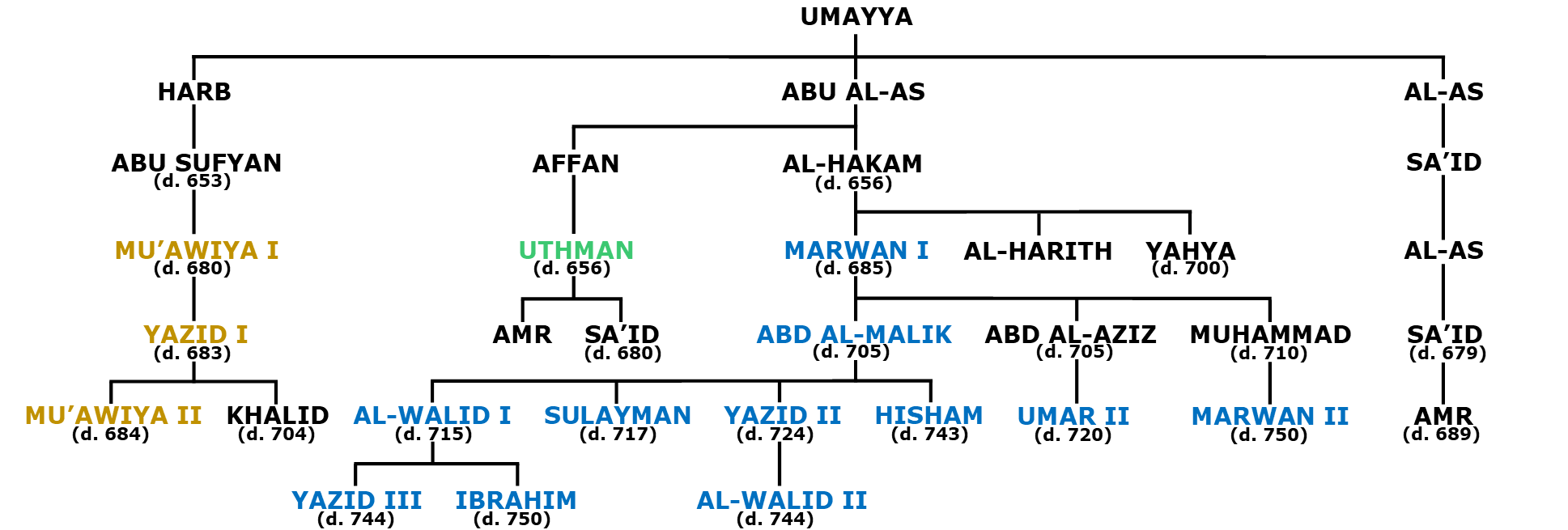
Stammbaum der Umaiyaden-Familie mit den beiden Zweigen der Sufyāniden (gelb) und Marwāniden (blau)

Die Dynastie der Umayyaden entstammte der weiteren Familie des Propheten Mohammed und stellte in vorislamischer Zeit eine der einflussreichsten Familien in Mekka dar. Zunächst Gegner des Propheten, wechselten sie auf die Seite der Muslime und stellten mit dem dritten Kalifen Uthman eines der Oberhäupter des sogenannten Schura-Kalifats.
Im Jahr 656 wurde Uthman in Medina ermordet und ʿAlī ibn Abī Tālib, der Vetter und Schwiegersohn des Propheten, zum neuen Kalifen erhoben. Allerdings wurde er nicht von allen Muslimen anerkannt. Die Herrschaft streitig machte ihm neben weiteren Prophetengefährten auch Muʿāwiya, der sich im Jahr 660 im syrischen Damaskus ebenfalls zum Kalifen ausrufen ließ. Damit war die muslimische Gemeinschaft (die Umma) erstmals gespalten. Die Folge war die erste Fitna, der erste Bürgerkrieg des islamischen Staates. Muʿāwiya konnte sich während der ersten Fitna vor allem auf die Loyalität der syrischen, ihm untergebenen Stämme stützen, die den Umayyaden auch in den folgenden Jahrzehnten treu blieben. Gemäß Tabari trat Muʿāwiya in Damaskus als Bluträcher Uthmans hervor, indem er dessen von Blut getränktes Oberteil öffentlich gezeigt habe. Er verbündete sich mit ‘Amr b. al-‘As, dem Statthalter Ägyptens, und zog gegen Ali. Es kam zur Schlacht bei Siffin, welche unentschieden ausging und dem anschließenden Schiedsgericht. Letzteres bewirkte, dass Anhänger von Ali abfielen. Muʿāwiya I. konnte nach Alis Ermordung durch die Charidschiten (661) seine Herrschaft unter den Muslimen durchsetzen, in dem er Alis Sohn Hasan die Herrschaft abkaufte, und die Dynastie der Umayyaden begründen.
Zunächst verlegte Muawiya die Hauptstadt von Kufa, wo Ali sein Hauptquartier genommen hatte, nach Damaskus. Damit wurde Arabien politisch schnell zur Peripherie. Die Bedeutung für den Islam konnte es nur noch durch die Heiligen Stätten Mekka und Medina behaupten. Muawiya stütze sich bei seiner Herrschaft auf die syrischen Stämme, insbesondere den Stamm der Kalb, und Personen aus dem ehemaligen Umfeld der Ghassaniden. Muaywiyas Herrschaft stand zu Beginn im Zeichen des wieder aufflammenden Konflikts mit den Römern. Einer Offensive letzterer gegen Nordafrika begegnete Muawiya mit der Anordnung von Kriegszügen gegen die dortigen Römer. Ebenfalls ließ er die Städte Tyros und Akko befestigen. Zur Mitte der 660er Jahre hin unternahmen die Muslime Eroberungszüge nach Kleinasien. Muawiyas Sohn Yazid erreichte 668 die Stadt Chalcedon. In den 670er Jahren unternahmen die Muslime See- und Landzüge gegen die römischen Besitzungen, die sie teils erneut wieder in die Nähe Konstantinopels führten. Eine Seekampagne scheiterte aber an der Verwendung des griechischen Feuers durch die Römer. Einen Aufstand in Syrien, der wahrscheinlich von maronitischen Christen ausging, konnte Muawiya 677 oder 678 beenden.
Muawiya verließ sich bei der Beherrschung der Provinzen auf mächtige Statthalterpersonen. Diese regierten teilweise lebenslang. Muawiya schaffte auch die Wahl des Kalifen ab und ersetzte sie durch die Erbfolge, indem er seinen Sohn Yazid I. öffentlich zum Nachfolger erklärte. Yazid entstammte Muawiyas Ehe mit einer Frau aus dem Kalb-Stamm und brachte so die Unterstützung der Kalb für die Umayyaden mit. Ebenfalls schwächte Muawiya die alidische Opposition, indem er wichtige Parteigänger der Aliden verbannen oder hinrichten ließ, so z. B. Hudschr ibn Adi.
Nach dem Tod Muawiyas brachen unter seinem Nachfolger Yazid I. (680–683) mehrere Aufstände gegen die Umayyaden aus. Husain, der zweite Sohn Alis und Enkel Mohammeds, nutzte die Situation und zog gegen Yazid zu Felde. Er wurde jedoch in der Schlacht von Kerbela (680) getötet, ebenso wurde seine Familie getötet. Dieser Akt wurde Anlass für das schiitische Trauerfest Aschura. Trotz dieses umayyadischen Sieges konnte sich die Opposition vor allem im Hedschas um Mekka weiter behaupten, wo Abdallah b. az-Zubair, der Sohn des in der Kamelschlacht getöteten Gegners Alis, ein eigenständiges Kalifat ausrief.

### Umayyadischer Existenzkampf und Thronfolgewirren (683–685)
Im Jahr 682 vertrieb ʿAbdallāh ibn az-Zubair die Umayyaden aus dem Hedschas. Yazid sandte im Folgejahr eine Armee aus, um die verlorengegangenen Gebiete zurückzuerobern. Diese besiegte die Aufständischen und belagerte Mekka. Nach dem Tod Yazids im selbe Jahr zog sich diese Armee jedoch nach Syrien zurück. Nachdem 684 auch Yazids Sohn und Nachfolger Muʿāwiya II. gestorben war, erhielt Ibn az-Zubair unter den Muslimen immer mehr Unterstützung, auch mehrere Stammesfürsten in Syrien und Palästina stellten sich auf seine Seite, darunter Zufar ibn al-Hārith, der Führer des Stammesverband der Qais im Militärbezirk von Qinnasrīn, der den dortigen umayyadischen Statthalter vertrieb. Mehrere Umayyaden, darunter Marwān ibn al-Hakam, die nicht mehr daran glaubten, dass ihre Familie ihre Macht erhalten könnte, machten sich auf den Weg in den Hedschas, um ebenfalls Ibn az-Zubair zu huldigen. Az-Zubayr gelang es jedoch angesichts von Auflösungserscheinungen an den Rändern des islamischen Machtbereichs nicht, seine Herrschaft vollständig zu konsolidieren.
Allein durch die Intervention des früheren umayyadischen Statthalters im Irak, ʿUbaidullāh ibn Ziyād, sowie des kalbitischen Stammesführers Hassān ibn Mālik Ibn Bahdal, der mit den Umayyaden verwandt war, wurde die Machtposition der Umayyaden gerettet. ʿUbaidullāh drängte Marwān, sich selbst um das Kalifat zu bewerben, da er als Sayyid aus der Nachkommenschaft des ʿAbd Manāf mehr Anspruch darauf habe als Ibn az-Zubair. Er kehrte daraufhin wieder um. Ibn Bahdal rief einige Wochen später in al-Dschābiya einen Kongress der syrischen Militärführer zusammen, bei dem Marwān zum neuen Kalifen ausgerufen wurde.

### Herrschaft der Marwāniden (685–750)

Die unter al-Walid I. umgebaute Johannes-Basilika, die Umayyaden-Moschee von Damaskus

Marwān starb schon ein Jahr nach seiner Herrschaftsübernahme an der Pest. Sein Sohn Abd al-Malik (685–705), der nach seinem Tod zum Kalifen erhoben wurde, konnte in den nächsten Jahren jedoch fast alle Gegner der Umayyaden in Syrien und im Irak beseitigen und 692 auch den Kampf mit ʿAbdallāh ibn az-Zubair erfolgreich für sich entscheiden. Fast alle der nachfolgenden umayyadischen Kalifen waren Söhne bzw. Nachkommen von ʿAbd al-Malik.
Unter Abd al-Maliks Sohn Walid II. wurde mit dem Bau der Umayyadenmoschee in Damaskus begonnen. Auch unterstütze er die Armen in Syrien.  Nach der Beendigung des Bürgerkriegs begann erneut eine Zeit großer Eroberungen. So wurden im Osten das Indusgebiet (711) und Transoxanien (712) besetzt. Im Westen wurde bis 709 der Widerstand der Berber gebrochen und der Maghreb unterworfen. Schon 711 wurde das Westgotenreich auf der Iberischen Halbinsel erobert und erfolgten Raubzüge in das Frankenreich bis nach Südfrankreich. Die Vorstöße ins Frankenreich wurden aber 732 vom fränkischen Hausmeier, dem Karolinger Karl Martell, aufgehalten – was nicht zuletzt sicherlich auch an den großen Streitigkeiten bzgl. der Kalifenfrage innerhalb des muslimischen Lagers lag. In den nächsten Jahrzehnten wurden die Muslime über die Pyrenäen nach Süden abgedrängt. Auch Byzanz konnte trotz mehrerer Feldzüge und den Belagerungen von Konstantinopel (674–678, 717–718) nicht entscheidend geschlagen werden. Ebenso blieben mehrere Feldzüge gegen die Chasaren nördlich des Kaukasus weitgehend erfolglos.
Seit 718 hatten sich unterdessen schiitische, persische und andere muslimische Gruppen um die Abbasiden geschart, die Nachfahren von Muhammads Onkel Abbas. Diese vertraten die These, dass nur Männer aus dem Zweig dieses Onkels das Amt des Kalifen ausüben konnten. Da die Umayyaden diese verwandtschaftliche Legitimation nicht besaßen, versuchten sie die abbasidische Propaganda zu unterbinden. Dennoch gelang in den vierziger Jahren des 8. Jahrhunderts die Unterwanderung des Kalifats durch die Anhänger der Abbasiden, als unter den Umayyaden heftige Machtkämpfe ausbrachen. Außerdem wurde die herrschende Dynastie zunehmend durch heftige Rivalitäten zwischen den arabischen Stammesfraktionen geschwächt. Der 747 im Ostiran ausbrechenden Aufstand des Abu Muslim konnte von den Umayyaden deshalb nicht mehr erfolgreich bekämpft werden. 750 wurden diese unter Marwan II. von den Abbasiden im Nordirak am Großen Zab vernichtend geschlagen. In der Folgezeit wurden die Umayyaden im Orient von den Abbasiden endgültig besiegt.
Einem Umayyadenprinzen gelang die Flucht in den Maghreb und von dort weiter nach al-Andalus, wo er 756 als Abd ar-Rahman I. das Emirat von Córdoba errichtete. 929 erhob sich dort Abd ar-Rahman III. zum Kalifen. Das Kalifat von Córdoba hatte bis zum Jahr 1031 Bestand. Mit seinem Ende erlosch auch die Dynastie der Umayyaden endgültig.

## Herrschaftssystem und Provinzialentwicklung
An der Spitze des umayyadischen Herrschaftsgebildes stand der Befehlshaber der Gläubigen (amir al-mu'minin). Der Titel Kalif (khalifa) ist zeitgenössisch einzig auf wenigen Münzen Abd-al-Maliks verbürgt. Der Befehlshaber der Gläubigen ernannte die Gouverneure der Provinzen (Bezeichnung: amir). Die genauen Grenzen zwischen den einzelnen Provinzen sind unklar, da anscheinend sowohl das römische Provinzialsystem als auch ein von den neuen Machthabern gebrauchtes in Verwendung waren. Neben Syrien existierten in der frühen Umayyadenzeit die Provinzen Irak, Ägypten und Ifriqiya. Da die Verkehrswege zwischen den einzelnen Provinzen sehr lang waren und somit die Kommunikation zwischen den Provinzen und der Zentrale in Damaskus eingeschränkt war, mussten die Umayyaden bis zum Ende ihrer Herrschaft 750 auf mächtige Gouverneure setzen, die die Macht in ihrem Namen ausübten.
Bezogen auf die Entwicklung der gesellschaftlichen Positionen unterscheidet Andrew Marsham verschiedene Entwicklungsphasen. Während zu Beginn der umayyadischen Herrschaft eine Unterscheidung zwischen den Eroberern und den Eroberten vorherrschte, differenzierte sich dieses Bild während der Herrschaft Muawiyas, der die Syrer begünstigte. Unter Abd al-Malik kam es schließlich zu einer Verwaltungsreform.

### Provinz Syrien
Im Gefolge der islamischen Eroberungen wanderten arabische Stämme aus dem nordarabischen Raum ein. Sie ließen sich oft in zu diesem Zweck eingerichteten Garnisonsstädten nieder. Die Hinzugekommenen standen oft in Gegensatz zu den bereits dort lebenden Stämmen. Die Umayyadenkalifen stützen sich bei ihrer Herrschaft in Syrien zunächst vor allem auf die Südaraber, in späterer Zeit dann auch auf die Nordaraber. Viele dieser arabischen Stämme waren bis zum Ende der Umayyadenzeit christlich. Muawiya sorgte zu Beginn seiner Herrschaft als Kalif für die Christen und stattete auch der Grabeskirche in Jerusalem einen Besuch ab. Erst im Gefolge der zweiten Fitna setzten die Umayyaden den Islam über das Christentum. Muawiya ließ in Damaskus einen Palast für sich errichten, baute ansonsten in Syrien aber nicht viele neue Gebäude.

### Provinz Irak
Der Irak war während der islamischen Eroberungen insbesondere durch die Garnisonsstädte Kufa und Basra geprägt worden, die in Konkurrenz zueinander standen. In diesen beiden Städten fand ein Großteil des islamischen Kulturlebens statt, sehr viele Theologen, Dichter und anderweitig geistig Beschäftigte kamen aus diesen Städten. Bis zur Gründung der Stadt Wasit waren Kufa und Basra Gouverneurssitze, wobei teilweise beide gleichzeitig Sitz eines Gouverneurs waren und zeitweise getrennt Sitze zweier Gouverneure. Den Städten zugeordnet waren auch Gebiete im Iran. In Kufa lebten sowohl Südaraber als auch Nordaraber. In Basra, welches klimatisch in einer Extremzone lag, wurde ein Kanal gebaut, um die Stadt zu bewässern. Ebenfalls flossen Geldmittel und andere Güter aus den eroberten Provinzen Khurasans direkt nach Basra, welches dadurch wohlhabend wurde. In Basra war die Bevölkerung sehr homogen.

### Provinz Ägypten
Ägypten wurde Ende der 630er Jahre bis Anfang der 640er Jahre vom Feldherrn Amr b. al-As erobert. Die Eroberer gründeten die Stadt al-Fustat als neue Hauptstadt der Provinz. Hier lebten anfänglich 15.000 Kämpfer, unter Muawiya waren es 40.000. Al-Fustat war die meiste Zeit der Umayyadenherrschaft Hauptstadt der Provinz, der Gouverneur Abdal-Aziz b. Marwan lebte allerdings ca. 15 Jahre in Hulwan. An der Spitze der Verwaltung in Ägypten stand der Gouverneur, der in der Umayyadenzeit meist nur kurz regierte, bevor er wieder aus dem Amt entlassen wurde. Der Gouverneur wirkte teils auch auf Provinzebene in der Funktion eines Richters. Diesem unterstand der Chef der Polizei (arab. sahib asch-schurta), der unter den örtlichen Notabeln ausgewählt wurde und den Gouverneur vertreten konnte. Der Polizeichef besaß auch oft die Amtsgewalt eines Richters. Die Aufsicht über die Finanzen hatte ebenfalls der Gouverneur inne. Diesem unterstand ein eigenes hierfür zuständiges Büro, mit einem Vorsteher. In letzteres Amt konnten auch Christen gelangen. So war der Christ Athasios bar Gumoye unter Abdal-Aziz b. Marwan fast 20 Jahre lang in diesem Amt tätig. Überhaupt waren auch inter untergeordneten Finanzverwaltung vorwiegend Christen tätig.
Die nach Ägypten gekommenen arabischen Kämpfer stammten vorwiegend aus dem südarabischen Raum. In Alexandrien lebten sie in den von Byzantinern verlassenen Häusern und unterstanden einem eigenen Amir. Auf unterer Verwaltungsebene war teils noch das Amt des dux aus byzantinischer Zeit vorhanden. Dieses wurde unter den Sufyaniden anscheinend abgeschafft. Sowohl der dux, der eine sogenannte Eparchie regierte, als auch die ihm untergebenen Pagarchen kamen aus den lokalen Notabeln. Diese trieben in Zusammenarbeit mit Dorfvorstehern die Steuern ein.

### Provinz Ifriqiya
Der Amir von Ifriqiya scheint in umayyadischer Zeit stets vom Gouverneur von Ägypten bestimmt worden zu sein. Ende des 7. Jahrhunderts wurden hier neue Münzen geprägt, was auf eine eigenständige Verwaltung für Finanzen hindeutet.

### Arabische Halbinsel
Auf der arabischen Halbinsel residierte die Verwaltung in Medina, Mekka, at-Taif und Sanaa und Dibba. Die Statthalterschaften auf der arabischen Halbinsel variierten stark. Teile der arabischen Halbinsel waren teils auch dem Gouverneur des Irak unterstellt.

## Entwicklungen in Theologie und Philosophie während der Umayyadenzeit
Die Umayyadenzeit war der Ausgangspunkt der sogenannten Qadariyya, einer Bewegung, welche sich mit der Frage von Willensfreiheit und Determinismus auseinandersetzte. Während die Umayyadenkalifen Muawiya, Abd al-Malik und Umar II. der vorislamischen Ansicht anhingen, der Mensch lebe ein vorbestimmtes Schicksal, formierte sich aus dem Milieu der Kharijiten heraus eine als Qadariyya bezeichnete Gruppe um Shabib al-Najrani, die annahm, dass Gott weder die menschlichen Taten im Voraus kennt, noch sie festlegt. Der Qadarit Ghaylan al-Dimashqi unterstütze eine Revolte des Kalifen Yazid III gegen al-Walid II im Jahr 744. Diese führte vorübergehend zu einer Übernahme des qadaritischen Denkens durch den Kalifen. Dieser versprach auch, sein Amt niederzulegen, sollte er nicht der Qadariyya entsprechend handeln.
Eine weitere frühe Lehrmeinung unter Muslimen war die der Murjia. Ausgangspunkt war hierbei die Frage, ob die Parteiungen der ersten Fitna richtig oder falsch gehandelt hatten. Die Murjia vertrat die Auffassung, ein Urteil stehe allein Gott zu. Hierbei war ihnen die Einigkeit unter Muslimen wichtiger, als dass noch lebende Personen als Ungläubige angesehen werden konnten. Ein wichtiger Vertreter der frühen Murjia war Jahm ibn Safwan. Auch die Gründerfigur der hanafitischen Rechtsschule, Abu Hanifa, vertrat die einheitsstiftende Meinung der Murjia.

## Gesellschaftliche Entwicklungen

### Status von Frauen während der Umayyadenzeit
Es ist nur wenig über den Status von Frauen in den ersten Jahrhunderten bekannt. Als Quellen für diese Zeit dienen vor allem Rechtstexte und Geschichtswerke, die nicht mehr zeitgenössisch sind. Lapidus und Salaymeh halten es für wahrscheinlich, dass nach den islamischen Eroberungen Polygamie, auch in Form von Harems oder Sklaverei, verbreiteter wurde. Die Ehe wurde durch ein Angebot der Frau an den Mann und dessen Annahme unter Hinzunahme zweier Zeugen geschlossen. Der Mann musste eine Mitgift zahlen. Eine Ehe setzte nicht zwangsläufig auch Geschlechtsverkehr voraus. Ebenfalls wurde die Braut oft durch einen männlichen Vertreter in den Verhandlungen ersetzt, sie musste aber in jedem Fall ihre Zustimmung zur Ehe geben. Die Mitgift behielt im Falle einer Scheidung die Ehefrau. Frauen konnten in der frühen islamischen Zeit eigenständiges Vermögen besitzen. Auch mussten sie nicht aus eigenen Mitteln zum Vermögen ihres Ehemanns beitragen. Auch hatten Frauen das Recht, Vermögen von Verwandten zu erben.
Was den generellen Status von Frauen im Alltagsleben betrifft, schließen Lapidus und Salaymeh, dass Frauen mehr Freiheiten hatten, als aus der Rechtsauslegung, die Männer bevorzugte, geschlossen werden könnte. Persönliche und soziale Umstände konnten unterschiedliche Verhältnisse hervorbringen. Frauen aus der Oberschicht waren vermutlich häufig eher daheim, während Frauen aus den unteren Schichten, die z. B. als Hebammen, Näherinnen, Korbflechterinnen oder Köchinnen, Heilerinnen oder unter Umständen auch als Sexarbeiterinnen arbeiteten, durch ebendiese Arbeit mehr Freiheit, unter anderem auch zur Bewegung außerhalb der häuslichen Sphäre, im Alltagsleben besaßen. Frauen arbeiteten auch in der Land- und Viehwirtschaft.

### Nichtmuslime unter umayyadischer Herrschaft
Ein Großteil der Einwohner des umayyadischen Reiches waren Christen, diese waren aber wiederum gespalten in Miaphysiten, Dyophysiten und Chalcedonier Drei christliche Patriarchate (Alexandria, Jerusalem und Antiochia) lagen im umayyadischen Gebiet. Ebenso existierten viele christliche Klöster. Viele syrische Stämme blieben bis in das 8. Jahrhundert christlich, konvertierten dann aber mehrheitlich zum Islam. In Ägypten wurde die neue Ordnung verstärkt ab der zweiten Fitna akzeptiert. Das Patriarchat von Alexandria wurde durch die umayyadischen Gouverneure teilweise neu besetzt und entstehende Streitigkeiten wurden geschlichtet.
Juden lebten hauptsächlich in Syrien und waren zuvor von den Römern unterdrückt worden und einige in Bruchstücken erhaltene Texte deuten darauf hin, dass sie die Muslime mehrheitlich als Befreier sahen. In den östlichen Teilen des Reiches lebten manichäische Christen, Juden und Zoroastrier. Während der Status der Zoroastrier unter islamischer Herrschaft zu Beginn umstritten gewesen zu sein scheint, änderte sich dies relativ schnell. Viele Zoroastrier konvertierten aber auch zum Christentum oder Islam.

## Sprachen im Umayyadenreich
Während die islamischen Herrscher oft Arabisch sprachen, sprachen die Untertanen oft andere Sprachen. In Syrien und Ägypten wurde Griechisch, in Ägypten zusätzlich Koptisch gesprochen. In Syrien und Palästina fand sich außerdem noch das Aramäische. Das Syrische fand in Teilen Mesopotamiens und in christlichen Gemeinden im Iran Verwendung. Im Kaukasus wurde Armenisch und Georgisch gesprochen. In Nordafrika und Spanien herrschte noch das Lateinische vor, in Nubien Ge'ez und Nubisch sowie teilweise Koptisch.
Die erste Kodifikation des Korantextes fand unter dem umayyadischen Kalifen Uthman statt. Hierbei wurden vorherige Versionen durch eine einheitliche Version ersetzt. Der Lexikograph al-Halil ibn Ahmad führte eine neue Notation für die kurzen Vokale des Arabischen ein. Das Arabische fand als Verwaltungssprache Eingang unter Abd al-Malik, gemäß einer von al-Baladhuri überlieferten Anekdote im Jahr 700. Heute wird aber von einem stufenweisen Übergang vom Griechischen und Persischen, die zuvor von den Schreibern verwendet worden waren, zum Arabischen ausgegangen.

## Umweltgeschichte und Bevölkerungsverteilung.
Die Umayyadenzeit fiel in das Ende der spätantiken globalen Kälteperiode (ca. 530er-660er Jahre). Ausgelöst durch Vulkanausbrüche in den 530er und 540er Jahren, sank die europäische Sommertemperatur um bis zu 2,7 Grad C. Bedingt durch eine Veränderung des NAO, der die gesamte Zeit des Umayyaden-Kalifats über stark war, war wahrscheinlich im Mittelmeerraum weniger Regen zu verzeichnen. Ebenso schwächte sich der westafrikanische Monsun ab, was zu niedrigeren Nilständen führte.
Bei einer Bevölkerungszahl von eventuell 40–50 Millionen lebten die meisten Menschen in wasserreichen Gebieten in Nordafrika, Ägypten, der Levante, dem Irak und Khuzistan. Während der Umayyadenzeit kam es zu erneuten Ausbrüchen der Justinianischen Pest.

## Materielle Kultur

### Kleidung
Die Kleidung der Spätantike bestand in römischer Zeit aus einer Tunika, wie es in wärmeren Gebieten üblich war. Mit dem Import von Seide aus China wurde diese in der Elite wichtig. Es gab im Islam zwar ein Verbot, dass Männer Seide trugen, dieses wurde aber oft nicht befolgt. So trug der Kalif al-Walid Hosen aus Dasmaszener Seide und es war auch am Umayyadenhof die Mode, dass die Höflinge Hosen trugen.

### Handel
Der Fernhandel über das Mittemeer und den Persischen Golf hatte in vorislamischer Zeit im 5. und 6. Jahrhundert an Volumen verloren. Dennoch kaufte Europa in umayyadischer Zeit Luxusgüter aus Nordafrika und dem Nahen Osten, wie z. B. Payrus aus Ägypten. Die islamischen Eroberungen hatten keinen Einfluss auf den Handel. Im Osten wurden bis nach China Glassgefäße exportiert. Diese wurden in Gräbern der chinesischen Oberschicht gefunden. Importiert wurden aus China über den persischen Golf oder teils den Landweg Steinwaren aus Yuezhou, aus Indien Keramiken und aus Ostafrika Hölzer.

### Architektur und Bauten

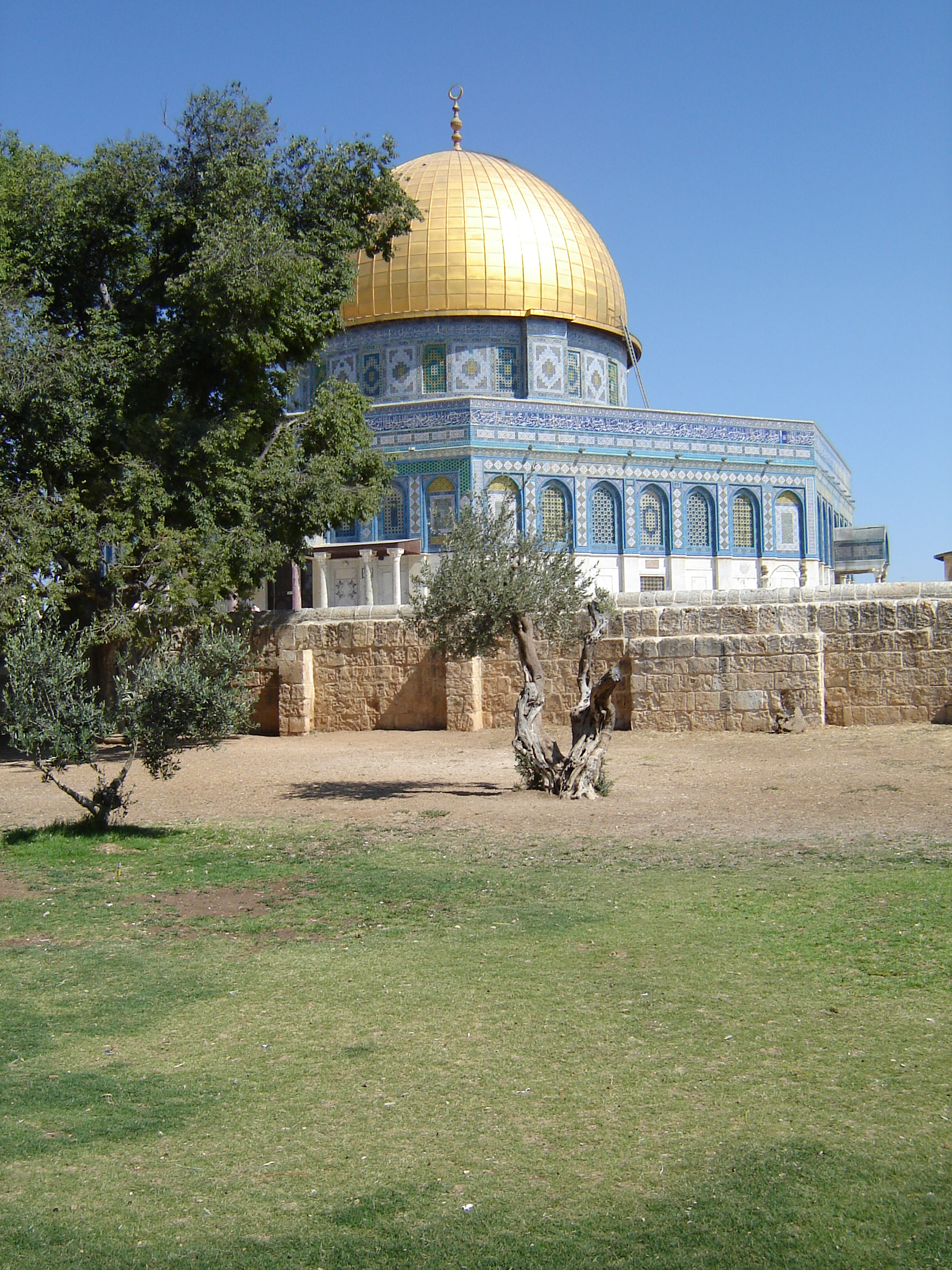
Der Felsendom mit altem Olivenbaum

Die Umayyaden ließen viele Bauten in der Levante errichten, so die Umayyadenmoschee in Damaskus, den Felsendom in Jerusalem sowie Villen, Bewässerungsanlagen und Wüstenpaläste. Gemäß Hillenbrand knüpften die Umayyaden in ihrer Bautätigkeit an präislamische Zeiten an, da sie keine Handwerker aus dem arabischen Raum hatten kommen lassen, und griffen auf lokale Baumeister zurück.
Die sogenannten Wüstenpaläste oder Wüstenschlösser der umayyadischen Zeit lassen sich gemäß Denis Genequand besser als umayyadische Aristokratensiedlungen charakterisieren. Zum gegenwärtigen Zeitpunkt sind 38 dieser Siedlungen archäologisch bekannt. Sie sind überwiegend in Jordanien und Syrien, teils in Palästina anzutreffen, oft in Steppengebieten oder Gebieten mit Wasserzugang, also nicht direkt in der Wüste. Die meisten dieser Siedlungen wiesen agrarische Komponenten in Verbindung mit Wassertechnologie wie Dämmen oder Kanälen auf. 16 der Siedlungen hatten eine eigene Moschee. Genequand nennt als die drei Hauptfunktionen dieser Siedlungen, dass sie als Wohnplätze für syrische Eliten dienten, als Unterbringungsorte für kalifale Würdenträger und den Kalifen selbst, wenn diese reisten, und als Besitzzuweisungen für die Elite durch den Kalifen. Die Siedlungen waren im Regelfall von einer rechteckigen Mauer umrahmt und wiesen rechteckige Türme an den Seiten auf. Einige der Siedlungen waren stark ausgeschmückt, wohl um den Vergnügungen der Umayyaden zu dienen.
In den Städten dieser Zeit gerieten in einem Trend, der seit dem 4. Jahrhundert anhielt, Gebäude wie Theater und öffentliche Bäder außer Nutzen. Hingegen nahm der Bau von Kirchen und Moscheen zu. Ebenso wurde öffentlicher Raum, wie zum Beispiel große Plätze, zusehends bebaut. Auch wurden beräderteTransportvehikel gegen Packesel eingetauscht.
Der Name Muawiyas wurde als erster Kalif in Münzen, Papyri und Inschriften auf Monumenten gefunden. Eine Münzreform Muawiyas wurde durch diesen aufgrund ansteigenden Aufruhrs schnell zurückgenommen und es wurden Münzen im Stile der römischen Münzen geprägt. Viele Münzen dieser Zeit wurden später in Skandinavien gefunden.

### Kalligraphie
Die ersten heute existierenden Koranexemplare entstanden in den Jahrzehnten nach der Hidschra. Sie werden als Hijazi-Korane bezeichnet und sind vom Schriftbild her sehr heterogen und individuell gehalten. Teilweise finden sich auch mehrere Handschriften in einem Koranexemplar. Während der Herrschaft des Kalifen Abd al-Malik wurde ein euer Stil entwickelt, der sich zuerst in Inschriften im Felsendom zeigt. Die Darstellung der Schrift ist nun geordneter und die Buchstaben sind geometrischer und runder.

## Rezeptionsgeschichte

### Zeitgenössische Quellen und Darstellungen der Umayyadenzeit
Wichtige Quellen für die Umayyadenzeit sind die Universalgeschichten von al-Ya'qubi, at-Tabari und Ibn al-Maqdisi. Regionale Geschichtsschreibung findet sich bei Ibn A'tham, al-Waqidi und al-Baladhuri sowie bei al-Adi Ibn Habib und Ibn abd-al-Hakam. Hinzutreten die Bücher, die die Eroberungsverträge mit unterworfenen Gruppierungen auflisten.
Ein Wandel des Bildes der Umayyaden und damit des Konfliktes zwischen ʿAlī und Muʿāwiya trat in der abbasidischen Zeit ein. Die Abbasiden waren daran interessiert, den Umayyaden das Recht auf Herrschaft abzusprechen, da ihre eigene Legitimationsgrundlage der Forderung entsprang, die Herrschaft gebühre alleine einem Nachfahren des Hāschim, des Urgroßvaters des Propheten. Insofern war ein Großteil der Geschichtsschreibung unter den Abbasiden an die herrschende Doktrin angepasst und begründete das negative Urteil über die Umayyaden. Ein wesentlicher Anteil kam hierbei der abbasidischen Hofgeschichtsschreibung zu, zum Beispiel dem Werke Ibn Isḥāqs. Dennoch bestanden auch unabhängige oder umayyadenfreundliche Überlieferungen teilweise fort. Letztere finden sich zum Beispiel bei al-Balādhurī (gest. Ende 9. Jahrhundert).
Bedeutend für die weitere Entwicklung wurde die Festschreibung des sunnitischen Kanons an Lehrmeinungen im Verlauf des 9. Jahrhunderts durch die Herausbildung der sunnitischen Rechtsschulen, insbesondere das Konzept der vier rechtgeleiteten Kalifen ist hierbei relevant. Das Konzept der vier rechtgeleiteten Kalifen geht von der Unfehlbarkeit ihrer Handlungen aus. Beispielhaft lässt sich dieses Urteil an einem Zitat Ahmad ibn Hanbals zeigen: „Der beste (khayr) nach dem Propheten ist Abuu Bakr, dann Umar dann Utman, dann Ali […] Nach diesen vier sind die Gefährten des Gesandten Gottes die besten der Menschen. Keiner darf ihre schlechten Eigenschaften erwähnen, noch irgendeinen von ihnen irgendeiner Schändlichkeit oder eines Mangels beschuldigen.“ Eine solche dogmatische Festlegung der rechtgeleiteten Kalifen und ihre Unkritisierbarkeit, musste, zusammen mit dem anti-umayyadischen Trend der abbasidischen Geschichtsschreibung, ein Dogma erschaffen, das seine Wirkmächtigkeit über Jahrhunderte nicht verfehlte.
Das negative Bild der Umayyaden und die Porträtierung ʿAlīs als eines der rechtgeleiteten Kalifen blieb in der Folge weitgehender Konsens im Geschichtsbild der Muslime. Einen gewissen Einschnitt hierbei stellte Ende zufolge der Fall des abbasidischen Kalifats (1258) dar.

### Moderne Beurteilung
Anfang des 20. Jahrhunderts kam es in Syrien und im Irak mehrfach zu Kontroversen über die historische Beurteilung der Umayyaden. Die erste Kontroverse dieser Art fand 1905 zwischen den beiden arabischen Intellektuellen Rafīq Bey al-ʿAzm (1865–1925) und Dschurdschī Zaidān (1861–1914) statt. Ausgangspunkt dieser Kontroverse, die in einem später veröffentlichten Briefwechsel ausgetragen wurde, war die Darstellung des Umayyadenreiches in Dschurdschī Zaidāns „Geschichte der islamischen Zivilisation“ als eines hauptsächlich auf tribale ʿAsabīya und arabischen Chauvinismus gegründeten Staates. Al-ʿAzm kritisierte, dass Zaidān in seinem Werk ausschließlich die üblen Seiten der Umayyaden zusammengetragen habe, und verteidigte die Dynastie damit, dass die ʿAsabīya ein Erbteil des Beduinentums gewesen sei, das erst durch die Festigung des Islams nach der Vermischung der Araber mit anderen Völkern beseitigt werden konnte. Zaidān hielt dem entgegen, dass die Rechtgeleiteten Kalifen, die noch tiefer in der Kultur der Beduinen verwurzelt waren als die Umayyaden, schon vorher deren Rohheit und Ungeschliffenheit abgelegt hätten.
Im Irak löste im Jahre 1927 ein Buch des libanesischen Geschichtsdozenten Anīs an-Nusūlī (1902–1957) über den syrischen Umayyadenstaat eine innenpolitische Krise aus. An-Nusūlī, der damals am Lehrerbildungsinstitut in Bagdad tätig war, hatte in seinem Buch die Umayyaden sehr positiv dargestellt und das politische Verhalten von Personen wie ʿAlī, Muʿāwiya, al-Husain ibn ʿAlī, Yazīd und al-Haddschādsch ibn Yūsuf nach Gesichtspunkten der Realpolitik und Staatsräson beurteilt. Schiitische Kreise im Irak meinten aber, dass er mit seinem Buch die politischen Fähigkeiten ʿAlīs herabgesetzt und vor allem seinen Sohn al-Husain beleidigt habe. Delegationen aus al-Kazimiyya, Nadschaf und Kerbela verlangten vom König die Einziehung des Buches und die Entlassung an-Nusūlīs. Als diese erfolgte, veranstalteten Schüler verschiedener Schulen und Bildungsanstalten, die die von der irakischen Verfassung garantierte Gedankenfreiheit bedroht sahen, Demonstrationen vor dem Erziehungsministerium, bei denen es zu Zusammenstößen mit Polizei und Feuerwehr kam. Drei syrische Kollegen an-Nusūlīs, die sich an diesen Protesten beteiligt hatten, wurden daraufhin ebenfalls entlassen, die an den Demonstrationen beteiligten Schüler wurden vom Schulunterricht ausgeschlossen. Da ein Großteil der Schüler diese Relegierung als ungerecht empfand, folgten weitere Kundgebungen.
Der „Fall an-Nusūlī“ beschäftigte noch mehrere Monate Regierung, Parlament und Presse im Irak. Ein schiitischer Gelehrter, Muhammad Mahdī al-Kāzimī, verfasste eine Gegenschrift zu an-Nusūlīs Buch mit dem Titel: „Das Reich des verfluchten Baumes, oder das Zeitalter der Tyrannei der Umayyaden gegen die Aliden“ (Daulat aš-šaǧara al-malʿūna, au daur ẓulm banī Umayya ʿalā l-ʿAlawīyīn). Bei der Wahl des Titels griff er auf ein altes schiitisches Konzept zurück, wonach der im Koran mehrfach (z. B. Sure 17:60) genannte „verfluchte Baum“ ein Sinnbild für die Umayyaden ist.
Ein großer Bewunderer der Umayyaden war auch der syrische Gelehrte Muhammad Kurd ʿAlī (1876–1953). Er hielt im Dezember 1939 in der Syrischen Universität von Damaskus einen Vortrag, in dem er den Beitrag der Umayyaden zur zivilisatorischen Entwicklung, der Entstehung eines arabischen Nationalbewusstsein und zur Expansion der arabischen Herrschaft hervorhob.

### Darstellungen der Umayyadenzeit in der Arabistik
Gustav Weil verfolgt in seiner größtenteils als ereignisgeschichtliche Darstellung verfassten Geschichte der Chalifen (1846) die Zeit der Umayyadenherrscher. Über Muawiya urteilt er, dass „Ohne einen geschickten Lenker, wie Muawia es war, wäre wahrscheinlich das aufblühende Reich wieder in sich selbst zerfallen“. Fred Donner betrachtet die Geschichtsschreibung Weils als eine für die frühe Orientalistik typische direkte Übernahme der Inhalte der islamischen Historiographie, welcher hohe in Abgrenzung zu früherer antiislamischer Stoßrichtungen hohe Glaubwürdigkeit zugebilligt wurde. Weitere Darstellungen der Umayyadenherrschaft finden sich bei William Muir (1883) und Julius Wellhausen (1902).  Diese Darstellungen sind ebenfalls stark ereigniszentriert. Wellhausen begann erstmals mit der kritischen Prüfungen einzelner Überlieferungsstränge. Leone Catanis Annali dell’Islam (1905–26) versuchte, alle vorhandenen Überlieferungen zu vergleichen und so auf die zugrundeliegenden historischen Tatsachen zu schließen. Donner beurteilt die Ende des 20. Jahrhunderts erschienenen Werke Wilferd Madelungs und William Montgomery Watts als mit derselben Methodik operierend. Erling Ladewig Petersens Werk über die erste Fitna (1964) war hingegen deutlich quellenkritischer ausgerichtet. Im Zuge des Aufkommens der revisionistischen Schule der Islamwissenschaften (Crone, Cook, Wansbrough) entstand auch eine starke Skepsis gegenüber der Glaubwürdigkeit der frühislamischen Quellen.

### Filme und Serien über die Umayyadenzeit
- Imam Ali (1997–2020)
- Mokhtarnameh (2010–2011)
- Hussein, Who said no (2014)
- Moawiyah (2025–)

Für weitere Filme und Serien über die Umayyadenzeit siehe IMDB.